# Breeda Wool
Pour les articles homonymes, voir Wool.
Breeda Wool née le 3 mars 1985 à Urbana (Illinois), est une actrice, scénariste et productrice américaine surtout connue pour ses rôles dans Mr. Mercedes, UnREAL et The Walking Dead: The Ones Who Live. 

## Filmographie
Au cinéma :
- 2009 : Dumping Lisa de John Oliver : Hôtesse du club de strip-tease
- 2013 : Craters of the Moon de Jesse Millward : Molly
- 2016 : AWOL de Deb Shoval : Rayna
- 2016 : Erasing Eden de Beth Dewey : Eden
- 2016 : Automatic at Sea de Matthew Lessner : Grace
- 2017 : XX : Gretchen
- 2021 : Collection de Marianna Palka : Rava
- 2022 : The Seven Faces of Jane de Xan Cassavetes : Jane B
- 2023 : Birth/Rebirth de Laura Moss : Emily

À la télévision :
- 2007 - 2009 : Law & Order: Criminal Intent  : une protestante

- 2010 : New York, unité spéciale  : Lynn Drexel (saison 11, épisode 14)
- 2010 : Weeds  : une hôtesse
- 2012 : The Boring Life of Jacqueline  : Breeda (1 épisode)
- 2013 - 2014 : Betas : Victoria (5 épisodes)
- 2015 : Film School Shorts  : Bridget / Rose
- 2015 - 2018 : UnREAL  : Faith Duluth (11 épisodes)
- 2016 : Slumber Party
- 2016 : Dream Corp LLC  : maman (voix) (2 épisodes)
- 2017 : Vice Principals  : Lynn Russell (1 épisodes)
- 2017- 2019 : Mr. Mercedes  : Lou Linklatter (27 épisodes)
- 2017 : Midnight, Texas : Bowie (1 épisode)
- 2018 : Famous in Love : Marva Dunwoody (1 épisode)
- 2020 : The Walking Dead  : Aiden (1 épisode)
- 2020 : Room 104 : Poppy March (1 épisode)
- 2022-2023 : Trésors perdus : le secret de Moctezuma de Cormac et Marianne Wibberley : Kacey Hasler (10 épisodes)
- 2023 : The Walking Dead: The Ones Who Live : Aiden (1 épisode)

Court métrage :
- 2007 : Black Hole  : Christine
- 2007 : Dandelion Fall  : Billie
- 2010 : The Masterpiece : une journaliste
- 2010 : AWOL (court métrage) : Rayna
- 2011 : Bee  : Christine
- 2013 : Lambing Season  : Bridget
- 2013 : Shelton's Oasis : Bridgette
- 2013 : Santa Monica
- 2013 : Home
- 2013 : Upstairs  : Piper Olsen
- 2014 : Miss Miao  : Patrice
- 2014 : Disaster Preparedness  : Rose
- 2015 : I'll Eat You Alive  : Martha
- 2015 : Rhie: The New Sovereignty : un mannequin
- 2015 : White Cops and Unarmed Black Civilians Playset!
- 2016 : The Boy Who Cried Fish!  : Miranda
- 2016 : Jo Cool : Emcee

Comme scénariste :
- 2013 : Shelton's Oasis (court métrage)

Comme productrice
- 2014 : Miss Miao (court métrage)